# Handaoia gracilior
Handaoia gracilior là một loài tò vò trong họ Ichneumonidae.